# Pyrgilauda
Pyrgilauda és un gènere d'ocells de la família dels passèrids (Passeridae).

## Taxonomia
Segons la Classificació del Congrés Ornitològic Internacional (versió 11.1, 2021) aquest gènere està format per 4 espècies:
- Pyrgilauda davidiana - pardal del pare David.
- Pyrgilauda ruficollis - pardal collrogenc.
- Pyrgilauda blanfordi - pardal de Blanford.
- Pyrgilauda theresae - pardal de l'Afganistan.